# 亚索尔绍圣捷尔吉
亚索尔绍圣捷尔吉（匈牙利語：Jászalsószentgyörgy，意为“亚斯-下圣捷尔吉”）是匈牙利亚斯-瑙吉孔-索尔诺克州所辖的一个村，与亚斯费尔舍圣捷尔吉（意为“亚斯-上圣捷尔吉”）相邻，总面积47.67平方公里，总人口3515，人口密度73.7人/平方公里（2010年1月1日）。